# Boehringer Ingelheim
Boehringer Ingelheim é uma companhia farmacêutica de origem alemã. Seu nome é derivado de Albert Boehringer, criador da empresa e um dos pioneiros da biotecnologia e Ingelheim, cidade que até hoje é sede da matriz corporativa. A atuação da Boehringer Ingelheim teve início com a produção de ácidos em escala industrial. Em pouco tempo, a empresa passou a investir no setor farmacêutico, tendo como missão a inovação em medicamentos que proporcionassem a melhoria da saúde e do bem-estar das pessoas.
Hoje a Boehringer representa um grupo empresarial familiar e é a maior indústria farmacêutica de capital fechado e estável, o que se comprova em fatos e números. No Brasil, começou a operar em 1953. É uma das principais companhias farmacêuticas do mundo.

## História
A história da Boehringer Ingelheim inicia-se com Albert Boehringer (1861-1939), neto de Christian Friedrich Boehringer, que deu o pontapé inicial para o surgimento de um negócio do ramo químico na família. Em 1885, o jovem Boehringer erguia uma pequena produção de químicos em Ingelheim na Alemanha. Com poucos empregados, produzia sobre tudo os tartaratos, produtos utilizados na fabricação de refrigerantes, fermento para padaria, em tinturaria e farmácia.
Albert desenvolveu um processo biotecnológico que permitia o aproveitamento de bactérias para a produção de ácido lático em grande escala e assim tornou-se grande fornecedor desta inovação para as indústrias da época que cada vez mais necessitavam do produto.
Após a morte do empreendedor inicial em 1939 a empresa foi assumida pelos seus filhos Albert Boehringer e Ernst Boehringer e pelo genro Julius Liebrecht. Aqueles anos, acompanharam a Segunda Guerra Mundial e a produção de ácidos orgânicos foi brevemente interrompida. Todavia, as pesquisas continuaram apesar da presença da Guerra. Diversos itens químicos e farmacológicos foram introduzidos nesse período e posteriormente após a finalização dos combates. Na década de 1940 começou a espalhar-se ao redor do mundo.
Da década de 1950 até 1980 introduziu muitos produtos como por exemplo: Alupent (1961), Bisolvon (1963), Berotec (1972), Atrovent, Mucosolvan (1979), Alveofact (1990), Buscopan, Catapres (1966), Mexitil.
Após 1991 passou por reformulações para atender o novo perfil de mercado que surgia.